# یوری یانسون
یوری یانسون (به استونیایی: Jüri Jaanson) (زاده ۱۴ اکتبر ۱۹۶۵ - تارتو) قایقران روئینگ اهل کشور استونی است.
از افتخارات وی می‌توان به کسب دو مدال نقره روئینگ تک نفره و دو نفره در بازی‌های المپیک تابستانی ۲۰۰۴ آتن و ۲۰۰۸ پکن و همچنین مدال طلا مسابقات جهانی ۱۹۹۰، مدال نقره مسابقات جهانی ۱۹۹۵، مدال برنز مسابقات جهانی ۱۹۸۹ ، ۲۰۰۵ و ۲۰۰۷ و کسب مدال طلا مسابقات روئینگ اروپا ۲۰۰۸ اشاره کرد.
یانسون در حال حاضر یکی از نمایندگان مجلس استونی است.